# Geert
Geert is een jongensnaam van Germaanse oorsprong die "dapperheid" of "sterk met de speer" betekent. De naam is afgeleid van de voornaam Gerard. De Friese vorm is Geart.
In Vlaanderen en Nederland is Geert een populaire voornaam. In België zijn 22706 personen die Geert heten. De voornaam kende zijn hoogtepunt in 1968 met 1346 geboortes die deze naam kregen, dat is 6% van het totale aantal. 90% van de personen in België met de voornaam Geert zijn geboren na 1958. Na 1970 kregen veel minder baby's deze voornaam.

## Bekende naamdragers
- Geert van Beijeren, Nederlands kunstverzamelaar
- Geert Adriaans Boomgaard, Nederlandse supereeuweling
- Geert Bourgeois, Belgisch politicus
- Geert Buelens, Belgisch dichter, essayist, columnist en hoogleraar
- Geert Dales, Nederlands politicus
- Geert ten Dam, Nederlands (universiteits)bestuurder en hoogleraar
- Geert De Vlieger, Belgisch voetballer
- Geert Grote, Nederlands godgeleerde, schrijver en boeteprediker
- Geert Hammink, Nederlands basketbalspeler
- Geert Hoes, Nederlands acteur
- Geert Hofstede, Nederlands schrijver en socioloog
- Geert Hoste, Belgisch cabaretier
- Geert Hunaerts, Belgisch acteur
- Geert van Istendael, Belgisch prozaschrijver, dichter en essayist
- Geert Jan Jansen, Nederlands schilder en kunstvervalser
- Geert Kuiper, Nederlands schaatser en schaatscoach
- Geert Lambert, Belgisch politicus
- Geert Lubberhuizen, Nederlands uitgever (De Bezige Bij)
- Geert Omloop, Belgisch wielrenner
- Geert van Oorschot, Nederlands uitgever
- Geert den Ouden, Nederlands voetballer
- Geert Mak, Nederlands jurist, journalist en auteur
- Geert Reuten, Nederlands politicus en econoom
- Geert Van der Stricht, Belgisch schaker
- Geert Van Rampelberg, Belgisch acteur
- Geert Timmers, Nederlands zanger, bekend onder het pseudoniem Bob Fosko
- Geert Van Hecke, Belgisch kok
- Geert Veenhuizen, Nederlands aardappelkweker
- Geert Versnick, Belgisch advocaat en politicus
- Geert Wilders, Nederlands politicus

## Fictief figuur
- Geert Smeekens, personage uit de Vlaamse televisieserie Thuis
- Geert Van Gestel, personage uit de Vlaamse televisieserie Spoed
- Geert Van Loo, personage uit de Vlaamse televisieserie Familie
- Geert Verschuren, personage uit de Vlaamse televisieserie Wittekerke

## Andere
Er is ook een boek met de titel 'Moeder Geerte' geschreven door H.J. van Nijnatten–Doffegnies. Het boek gaat over het leven van Geerte Obbink in de periode 1860-1870.